# Head Held High
"Head Held High" is een nummer van de Nederlandse zangeres SERA uit 2022.
Het nummer is afkomstig van haar debuutalbum The Journey. In "Head Held High" bezingt SERA hoe om te gaan met tegenslagen.
SERA voerde het nummer voor het eerst live uit tijdens het Noorderslagfestival in Groningen. Het nummer kwam op 11 februari 2023 de Nederlandse Top 40 binnen en behaalde de negende plek. In totaal stond de plaat 23 weken in deze hitlijst. In de Single Top 100 was ze minder succesvol en kwam de plaat niet hoger dan plek 36. De single is in Nederland met de gouden status gecertificeerd.

## NPO Radio 2 Top 2000
Head Held High stond in 2024 voor het eerst in de NPO Radio 2 Top 2000, op plek 1870.